# Hofmark Pfaffmünster
Die Hofmark Pfaffmünster war eine geschlossene Hofmark mit Sitz in Münster, heute ein Gemeindeteil von Steinach im niederbayerischen Landkreis Straubing-Bogen.
Im Jahr 1324 nahmen die Herzöge Heinrich XIV., Heinrich XV. und Otto das Chorherrenstift Münster mit Leuten und Gütern unter ihren Schutz. Etwa zehn Jahre später verliehen die Herzöge den Chorherren die Hofmarksgerechtigkeit.